# Storia di Sydney
La storia di Sydney è la storia delle genti che hanno abitato e abitano il territorio che oggi ospita la moderna città di Sydney.

## Preistoria

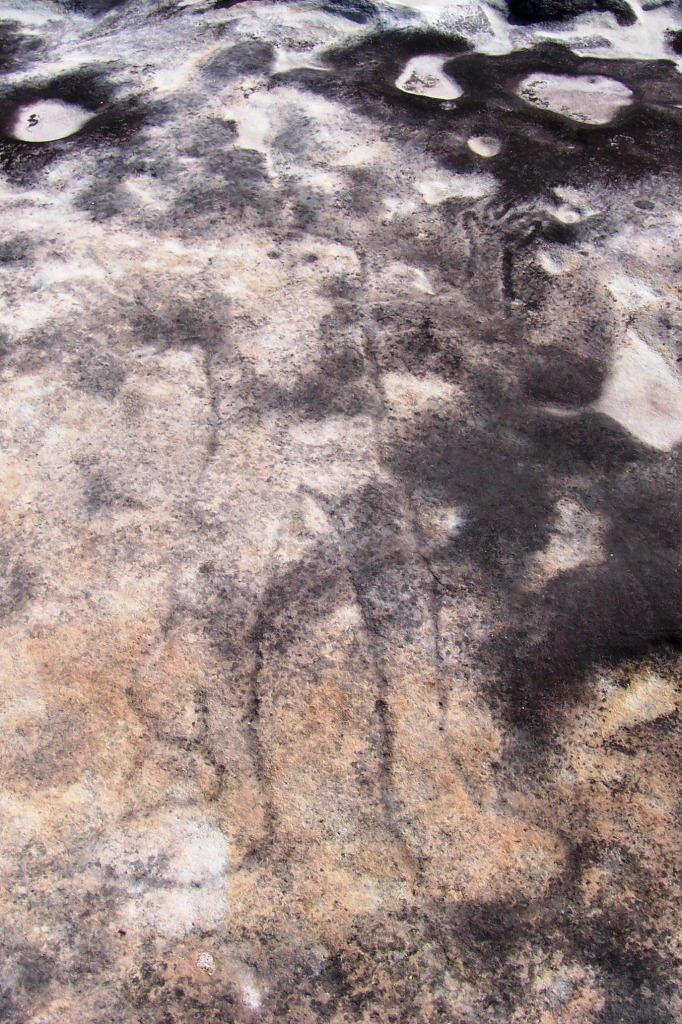
Petroglifo nel Parco nazionale Ku-ring-gai Chase presso Sydney

I primi ad abitare l'area di Sydney furono dei gruppi di aborigeni australiani provenienti dall'Australia settentrionale e prima ancora dal Sud-est asiatico. Dei ciottoli scagliati rinvenuti nei sedimenti di ghiaia nell'ovest di Sydney indicherebbero occupazione umana a partire da un'età compresa tra 45 000 e 50 000 anni fa, mentre il metodo della datazione al carbonio ha evidenziato tracce di attività umana nella regione di Sydney risalenti a circa 30 000 anni fa. Precedentemente all'arrivo dei britannici, la popolazione aborigena dell'area di Sydney ammontava a una cifra compresa tra le 4 000 e le 8 000 unità.
Gli aborigeni sopravvivevano di pesca, caccia e della raccolta di cibi vegetali e di molluschi. La dieta dei clan che abitavano la costa faceva maggiore affidamento sul pescato e mentre l'alimentazione dei clan dell'interno era più basata su animali della foresta e vegetali. I clan avevano dei distintivi insiemi di utensili e armi per lo più fatti di pietra, legno, materiali vegetali, osso e conchiglie. Differivano inoltre per le decorazioni del corpo, acconciature, canti e balli. I clan aborigeni avevano una ricca vita cerimoniale che faceva parte di un sistema di credenze centrato su degli esseri ancestrali, totemici e supernaturali. Persone appartenenti a clan diversi e con lingue di diverse famiglie linguistiche si riunivano per partecipare a riti di iniziazione e altre cerimonie, Questi eventi favorivano il commercio, matrimoni e alleanze fra i clan.
I primi coloni britannici registrarono la parola Eora come un termine aborigeno col significato di "popolo" o "proveniente da questo luogo". I clan di Sydney occupavano la terra seguendo dei confini tradizionali. Vi è dibattito, tuttavia, riguardo a quale gruppo o nazione questi clan appartenessero e riguardo alla misura in cui le loro lingue e i loro dialetti e riti di iniziazione differissero. I gruppi principali erano le genti costiere Eora, i Dharug (o Darug), che occupavano la regione dell'interno da Parramatta fino ai Monti Blu, e le genti Dharawal a sud della Baia della Botanica. Le lingue Darginung e Gundungurra erano parlate ai limiti della regione di Sydney.

## Arrivo degli europei e colonizzazione

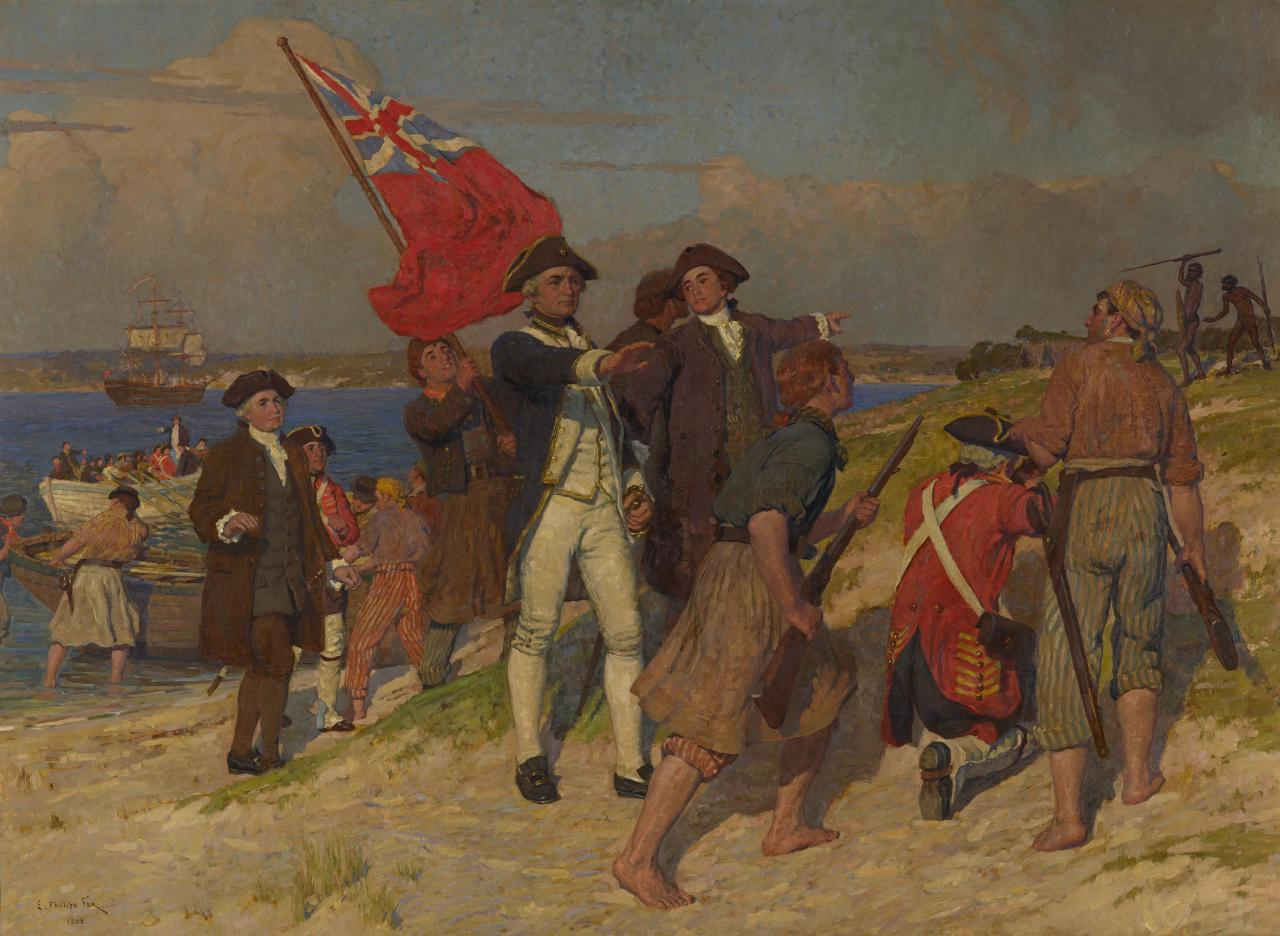
L'approdo di Cook presso la Baia della Botanica nel 1770, in un dipinto di E. Phillips Fox

Il primo incontro tra le genti aborigene e gli esploratori britannici avvenne il 29 aprile 1770 quando James Cook fece approdo nella Baia della Botanica e incontrò il clan Gweagal. Due uomini Gweagal si opposero al gruppo che faceva approdo e nel confronto che ne seguì uno di loro venne ferito da uno sparo. Cook e il suo equipaggio si fermarono nella Baia della Botanica per una settimana, raccogliendo acqua, legname e campioni botanici ed esplorando l'area circostante. Cook tentò di stabilire delle relazioni con la popolazione aborigena, ma senza successo.
Il Regno Unito aveva inviato detenuti nelle sue colonie americane per la maggior parte del XVIII secolo, e la perdita di queste colonie nel 1783 rappresentò l'impeto per la decisione di stabilire una colonia penale presso la Baia della Botanica. I sostenitori della colonizzazione sottolineavano inoltre l'importanza strategica di una nuova base nella regione dell'Asia-Pacifico e il suo potenziale di fornire i tanto necessari legname e lino per la flotta militare.

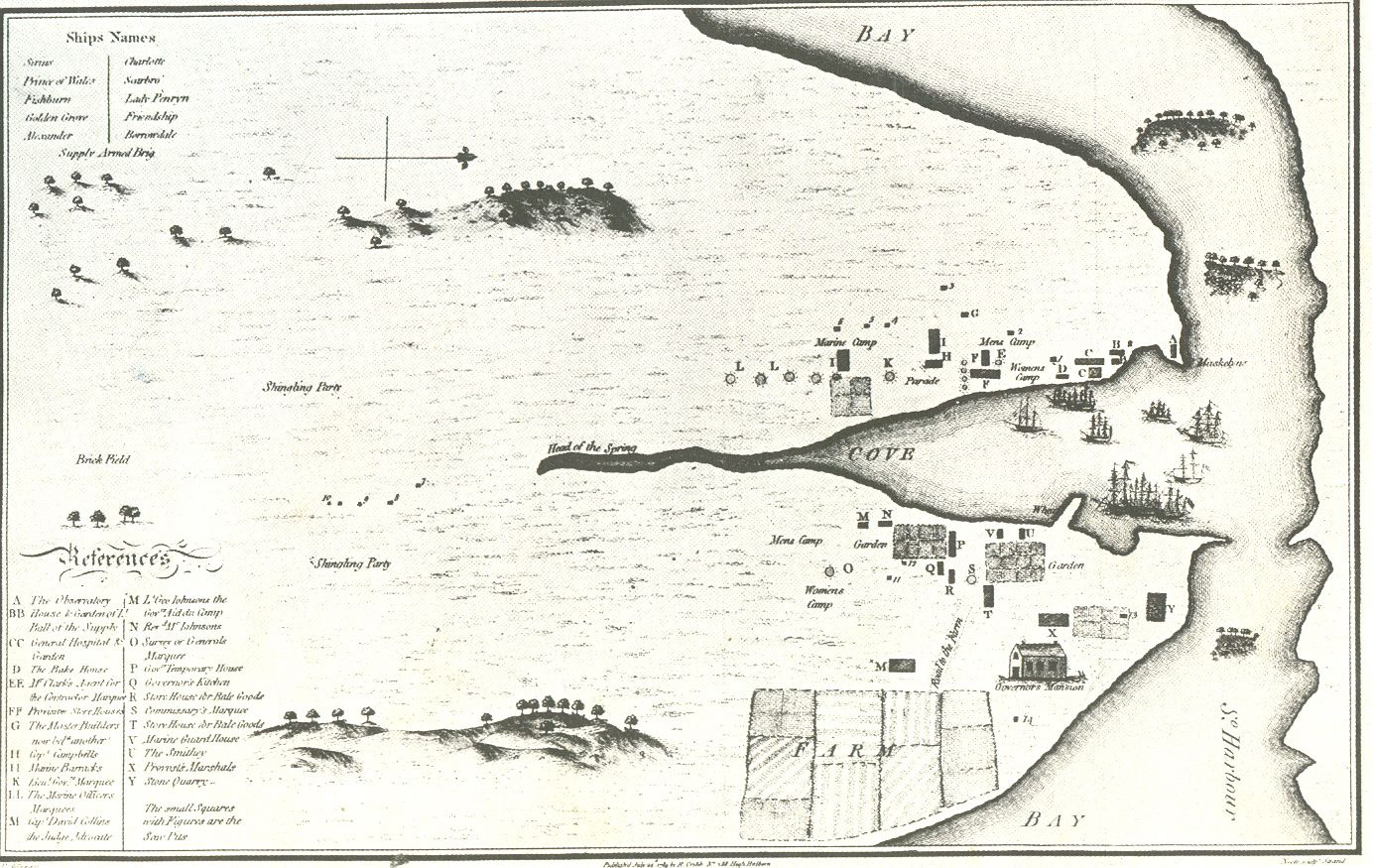
Carta di Sydney Cove risalente al 24 luglio 1789

La Prima Flotta di undici navi sotto il comando de capitano Arthur Phillip arrivò nella Baia della Botanica nel mese di gennaio del 1788. Il contingente era formato da più di mille coloni, tra cui 736 detenuti. La flotta si spostò presto nel più adatto Port Jackson dove un insediamento venne stabilito presso Sydney Cove il 26 gennaio 1788. La colonia del Nuovo Galles del Sud venne ufficialmente costituita dal governatore Phillip il 7 febbraio 1788. Sydney Cove poteva offrire una fornitura di acqua dolce e un porto sicuro che Philip descrisse come "senza dubbio il più sicuro porto del mondo [...] Qui mille vele della flotta potrebbero navigare nella più totale sicurezza".
L'insediamento venne progettato per essere una colonia penale autosufficiente e basata sull'agricoltura di sussistenza. Il commercio e la costruzione di navi vennero vietati in modo tale da mantenere i detenuti isolati. Tuttavia, il terreno intorno l'insediamento si rivelò essere povero e le prime colture si guastarono, portando a una situazione durata diversi anni di carestia e di severo razionamento alimentare. La crisi alimentare venne alleviata con l'arrivo della Seconda Flotta a metà del 1790 e della Terza Flotta nel 1791. Gli ex detenuti ricevevano dei piccoli appezzamenti di terra, e coltivazioni pubbliche e private si diffusero in aree con suoli più fertili intorno a Parramatta, Windsor e Camden nella Piana di Cumberland. Entro il 1804 la colonia era autosufficiente dal punto di vista alimentare.
Phillip aveva non ricevuto istruzioni per lo sviluppo urbano, ma nel luglio 1788 presentò un progetto di una nuova città presso Sydney Cove. Questo includeva un largo viale centrale, un Palazzo del Governo permanente, tribunali, un ospedale e altri uffici pubblici, ma nessuna indicazione per magazzini, negozi o latri edifici commerciali. Phillip ignorò puntualmente il suo piano facendo dello sviluppo non pianificato un tratto distintivo della topografia di Sydney.

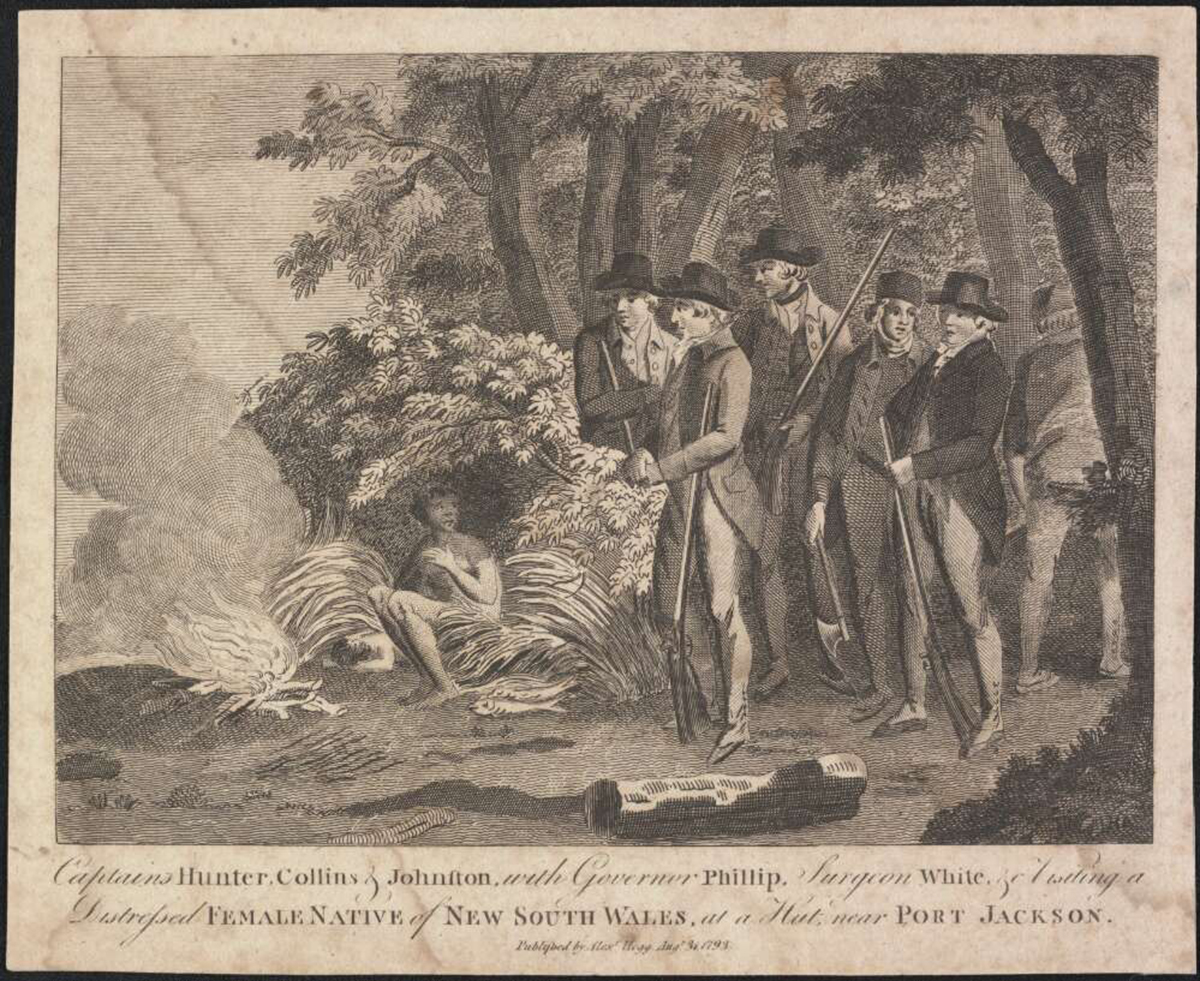
I capitani Hunter, Collins e Johnston con il governatore Phillip e il chirurgo White visitano un'ammalata femmina nativa del Nuovo Galles del Sud in una capanna vicino a Port Jackson 1793 di Alexander Hogg

### Malattia e spoliazione
Il relativo isolamento in cui avevano vissuto gli aborigeni australiani per circa 60 000 anni fu la causa della scarsa resistenza immunitaria di questi ultimi alle diverse malattie introddotesi con l'arrivo degli europei. Un'epidemia di vaiolo scoppiata nell'aprile del 1789 uccise circa metà della popolazione aborigena della regione di Sydney (mentre solo una vittima venne registrata tra i coloni europei). L'origine del contagio è controversa; alcuni ricercatori ritengono che sia da individuarsi nel contatto con pescatori indonesiani nell'estremo nord del continente e che si sia poi diffusa lungo le tratte commerciali aborigene mentre altri credono che sia più probabile che il la malattia sia stata deliberatamente diffusa dai coloni.
Nel novembre 1790, Bennelong condusse un gruppo di sopravvissuti dei clan di Sydney nell'insediamento britannico, sancendo l'inizio di una continua presenza aborigena a Sydney.

### Scontri nella Piana di Cumberland
Con l'espandersi della colonia verso le più fertili terre della Piana di Cumberland lungo il fiume Hawkesbury a nord-ovest di Sydney si assistette a un'intensificazione degli scontri con le genti Darug, raggiungendo un picco tra il 1794 e il 1810. Alcune bande di Darug, capeggiate da Pemulwuy e successivamente da suo figlio Tedbury, si misero a bruciare le coltivazioni, uccidere bestiame e a razziare le capanne e i magazzini dei coloni secondo uno schema di resistenza che si ripeterà con l'espandersi della frontiera coloniale. Una guarnigione militare venne stabilita sul fiume Hawkesbury nel 1795. Tra il 1794 e il 1800 26 coloni e fino a 200 Darug perirono negli scontri.
Gli scontri rispreso nuovamente tra il 1814 e il 1816 con l'espansione della colonia nelle terre dei Dharawal nella regione del Nepean a sud-ovest di Sydney. A seguito della morte di diversi coloni, il governatore Lachlan Macquarie inviò tre distaccamenti militari nelle terre dei Dharawal. Gli scontri culminarono nell'aprile 1816 nel massacro di Appin, nel quale almeno sedici aborigeni vennero uccisi.

## Sydney Town

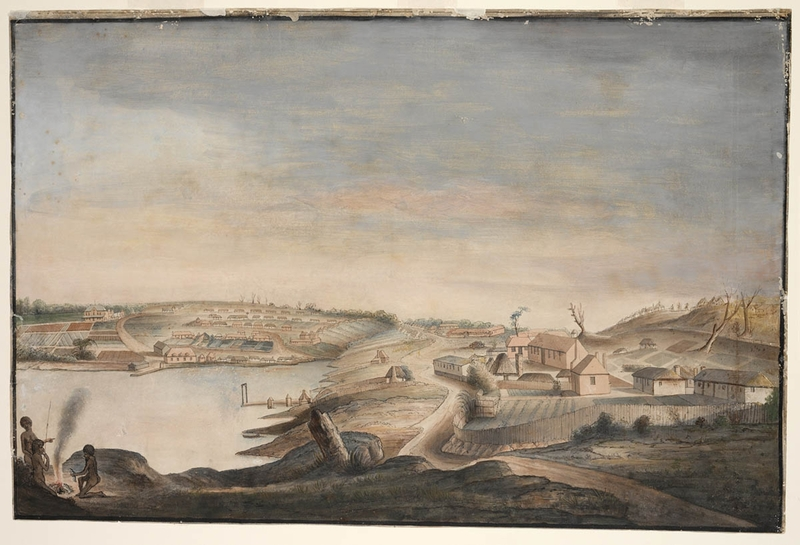
Veduta di Sydney Cove (circa 1794-1796) di Thomas Watling

Dopo la partenza di Phillip nel dicembre 1792, gli ufficiali militari della colonia iniziarono ad acquisire terre e a importare beni di consumo ottenuti da navi di passaggio. Anche gli ex detenuti partecipavano ai commerci e aprirono delle piccole attività. Soldati ed ex detenuti iniziarono a costruire delle abitazioni su terre della Corona, con e senza autorizzazione, andando a costituire quella che ormai veniva comunemente chiamata Sydney Town.
Nel 1804 dei detenuti irlandesi capeggiarono circa 300 ribelli in quella che è nota come la Rivolta di Castle Hill, nel tentativo di marciare su Sydney, requisire una nave, e salpare per riconquistare la libertà. Scarsamente armati, e con il loro capo Philip Cunningham catturato, la maggior parte degli insorti venne sbaragliata da circa un centinaio di soldati e volontari presso Rouse Hill. Almeno 39 detenuti vennero uccisi nella ribellione e nelle successive esecuzioni.
Il governatore William Bligh (1806-1808) impose nuove restrizioni sul commercio nella cittadina e ordinò la demolizione degli edifici eretti su terre della Corona, inclusi alcuni posseduti da ufficiali militari, sia veterani che in servizio. Gli scontri che ne risultarono sfociarono nella Rivolta del rum del 1808, durante la quale Bligh venne deposto dal Corpo del Nuovo Galles del Sud.

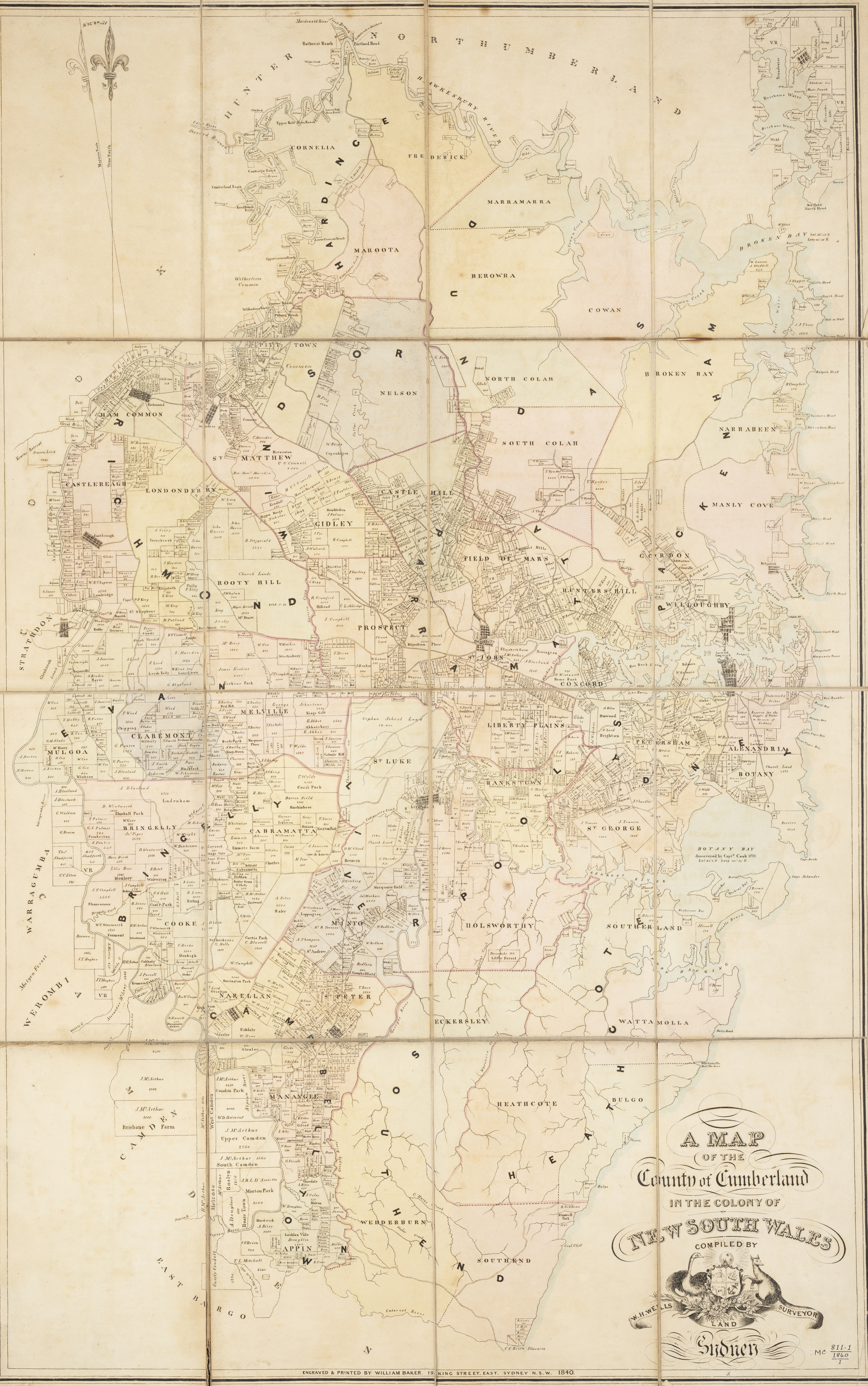
Una carta della contea di Cumberland nella Colonia del Nuovo Galles del Sud (circa 1840-1860) di William Henry Wells

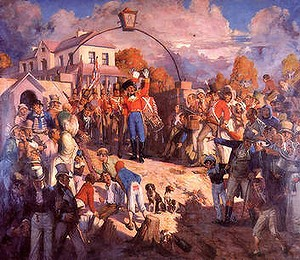
La Rivolta del rum del 1808

A seguito di un breve periodo di governo militare, Bligh venne succeduto dal governatore Lachlan Macquarie nel 1810.

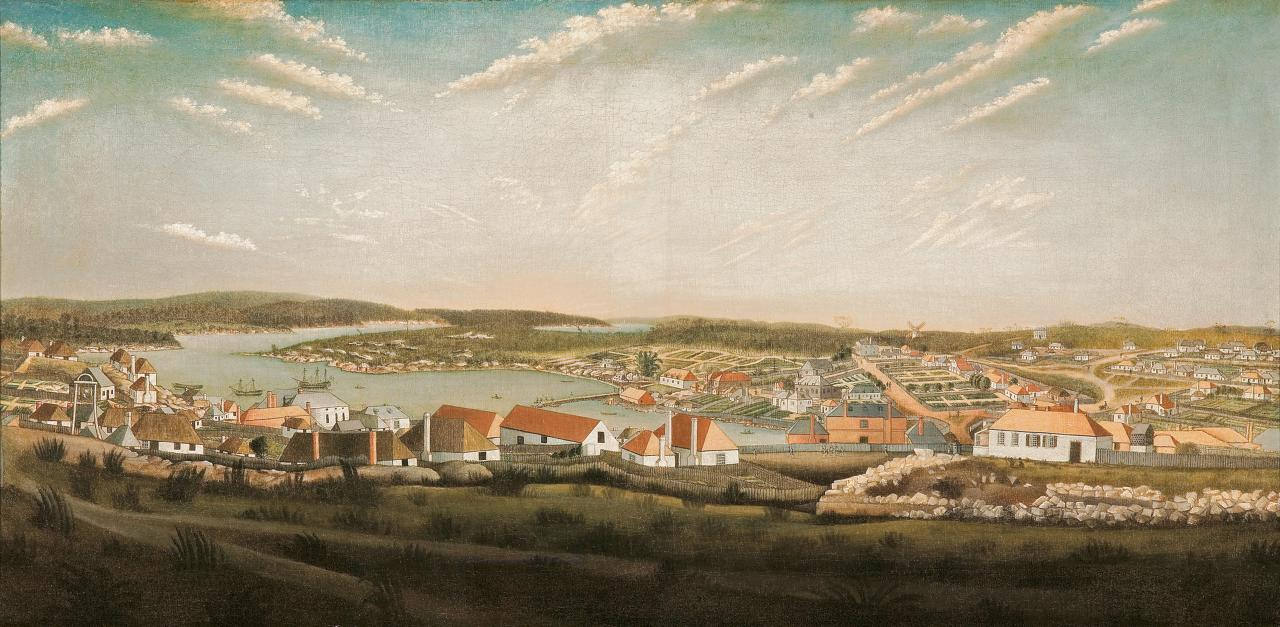
Sydney nel 1799

Macquarie fu l'ultimo governatore del Nuovo Galles del Sud a governare in modo autocratico (1810-1821) ed ebbe un ruolo di primo piano nello lo sviluppo sociale ed economico di Sydney nella sua transizione da colonia penale a germogliante società libera. Macquarie introdusse una moneta, fondò una banca e fece costruire un ospedale. Si servì inoltre di un pianificatore urbano per progettare il tracciato urbano di Sydney commissionando la costruzione di strade, moli, chiese ed edifici pubblici. Parramatta Road, la strada che univa Sydney con Parramatta, venne aperta nel 1811, mentre una nuova strada attraverso i Monti Blu venne completata nel 1815, dando così il via libera all'allevamento e alla pastorizia su larga scala nei poco boscosi pascoli a ovest della Grande Catena Divisioria.
Essenziale all'interno delle politiche di Macquarie fu il trattamento da riservare agli emancipati, che egli decretò che dovessero essere trattati come uguali ai coloni liberi che si erano insediati nella colonia. Sebbene ricevette molta opposizione, assegnò agli emancipati delle posizioni chiave all'interno dell'amministrazione: fu il caso di Francis Greenway, nominato architetto coloniale, e di William Redfern, magistrato. Londra giudicò le sue opere pubbliche troppo costose e la società si scandalizzò per il trattamento che riservò agli emancipati.
Dopo la partenza di Macquarie nel 1821, politiche ufficiali favorirono l'emigrazione di coloni liberi britannici nel Nuovo Galles del Sud. Il numero di immigrati nella colonia passò dai circa 900 coloni liberi arrivati tra il 1826 e il 1830 ai 29 000 tra il 1836 e il 1840; molti di questi si stabilirono a Sydney. Entro gli anni 1840 Sydney esibiva un divario geografico tra le classi povere e operaie, concentrate nelle aree a ovest del Tank Stream come il quartiere di The Rocks, e i più abbienti residenti che abitavano invece a est del corso d'acqua. Coloni liberi, residenti nati liberi ed ex detenuti rappresentavano allora già la stragrande maggioranza della popolazione di Sydney, il che aumentava il fermento per la richiesta di un governo più democratico e della fine del trasporto di detenuti nella colonia. Quest'ultimo cessò nel 1840.